# Kudumulya
Kudumulya is een bestuurslaag in het regentschap Cirebon van de provincie West-Java, Indonesië. Kudumulya telt 3037 inwoners (volkstelling 2010).